# 多蘭醫學參考工具書
多蘭氏（Dorland's）是一個在不同媒體上（包括印刷書籍、光碟和网站）的醫學工具书品牌，其旗下主要產品為英文医学术语字典，包括《多蘭醫學插圖詞典》（目前出版至第33版）和《多蘭醫學口袋詞典》（目前出版至第28版），此外还包括拼寫檢查軟件。第一版词典首次出版於1890年，原名為《美國圖解醫學辭典》，有770頁。而口袋詞典則首次出版於1898年，名為《美國口袋醫學辭典》，有超過500頁。后因編輯威廉·亞歷山大·紐曼·多蘭逝世，为了纪念他，所以这一系列医学辞典皆以他的名字命名，才正式产生了这一品牌。

## 著作列表
- 《美國圖解醫學辭典》（直到1956年）
- 《美國口袋醫學辭典》 （直到1956年）
- 《多蘭醫學插圖詞典》 （第32版）
- 《多蘭醫學插圖詞典》（光碟）
- 《多蘭醫學插圖詞典》（線上內容）
- 《多蘭醫學口袋詞典》（第28版）
- 《多蘭醫學口袋詞典》（光碟）
- 《多蘭替代醫學醫療辭典》（2003年）（國際標準書號0721695221）
- 《多蘭醫療牙科辭典》（2003年）（國際標準書號0721693938）
- 《多蘭醫療的的兒科辭典》（2003年）（國際標準書號0721695248）
- 《多蘭醫療精神病學辭典》（2003年）（國際標準書號072169523X）
- 《多蘭醫療的的皮膚科辭典》（2002年）（國際標準書號0721695264）
- 《多蘭的實驗室醫療/病理學辭典》（2002年）（國際標準書號0721695256）
- 《多蘭醫療設備醫療辭典》（2002年）（國際標準書號0721695213）
- 《多蘭醫療胃腸病學辭典》（2001年）（國際標準書號072169389X）
- 《多蘭醫療與內分泌辭典》（2001年）（國際標準書號072169392X）
- 《多蘭婦產科學醫療辭典》（2001年）（國際標準書號0721693911）
- 《多蘭骨科醫療辭典》（2001年）（國際標準書號0721693903）
- 《多蘭整形外科醫療辭典》（2001年）（國際標準書號0721693954）
- 《多蘭醫療心臟病辭典》（2000年）（國際標準書號072169151X）
- 《多蘭醫療神經辭典》（2000年）（國際標準書號0721690785）
- 《多蘭放射/腫瘤學醫療辭典》（2000年）（國際標準書號0721691501）

## 外部連結
- 多蘭
- 版本提供的免費詞典 （页面存档备份，存于）